# Himenolepiasis
La himenolepiasis es una parasitosis cosmopolita causada por las tenias enanas Hymenolepis nana e Hymenolepis diminuta. La infección por H. nana es la más frecuente aunque nunca alcanza la prevalencia de las geohelmintiasis. Ambas son mucho más frecuentes en niños que en adultos.

## Signos y síntomas

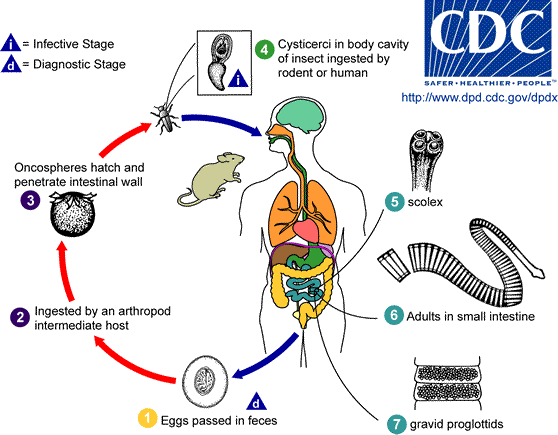
La himenolepiasis es una parasitosis cosmopolita causada por las tenias enanas Hymenolepis nana e Hymenolepis diminuta. La infección por H. nana es la más frecuente aunque nunca alcanza la prevalencia de las geohelmintiasis. Ambas son mucho más frecuentes en niños que en adultos

El hombre adquiere el parásito cuando ingiere el agua o los alimentos contaminados con huevos infectantes. El embrión hexacanto (oncosfera) es liberado por acción de la digestión en el intestino. Penetra en las vellosidades y se transforma en larva o cisticercoide que madura en 3 o 4 días. Rompe la vellosidad, desenvagina el escólex y se fija en la mucosa del intestino delgado. Produce huevos en 2 o 3 semanas. El ciclo se completa en 10 días-2 semanas y los huevos se encuentran en la materia fecal a partir de los 25 o 30 días. Puede ocurrir la infección endógena o hiperinfección cuando los huevos eliminados en el intestino liberan la oncosfera que penetra inmediatamente en las vellosidades.
Los síntomas se presentan solo con las infecciones fuertes e incluyen entre otros:
- Diarrea
- Molestia gastrointestinal
- Prurito anal
- Inapetencia
- Debilidad

## Diagnóstico
Hallazgo de huevos en la materia fecal:
- Concentración flotación (Faust)

Para calcular la cantidad de céstodos:
- Stoll
- Kato-Miura o Kato- Katz

## Prevención
Los buenos hábitos de higiene, los programas de higiene y salud pública y la exterminación de las ratas pueden ayudar a evitar la diseminación de la himenolepiasis. Es básico el desarrollo de la educación para la salud en las comunidades Los pilares fundamentales son:
- Saneamiento básico: provisión de agua segura y eliminación sanitaria de excretas.
- La educación para la salud: hábitos higiénicos, manejo higiénico de los alimentos, evitar el contacto de los alimentos listos para el consumo con moscas y cucarachas

## Tratamiento
El tratamiento de elección es el prazicuantel en dosis única de 25 mg/kg/día vía oral, lográndose un adecuado nivel de curación cercano al 100%. Carece de toxicidad y es bien tolerado. Rara vez determina efectos colaterales y, cuando los hay, son leves y transitorios. Otro medicamento recomendado es la niclosamida; sin embargo, el tratamiento es prolongado y debe asociarse un laxante; se usa una dosis de 2 g el primer día, seguido de 550 mg/día por 5 a 7 días.La opción de tratamiento actual para esta afección es el prazicuantel en una sola dosis 10 días.

## Epidemiología
Es una teniasis cosmopolita con predominio en las regiones con clima cálido y húmedo. Los factores determinantes de su diseminación son la carencia de saneamiento básico y educación para la salud (hábitos higiénicos, lavado de manos). La Organización Mundial de la Salud ha estimado en 44 millones las personas parasitadas. La mayor incidencia en la región latinoamericana se encuentra en los niños de Argentina, Brasil, Ecuador, Nicaragua y México. La prevalencia global de la himenolepiasis ocasionada por H. nana oscila entre 0,1% - 58%. Las diferencias entre los resultados de los diferentes reportes se atribuyen a variaciones en las condiciones climáticas, disparidad de factores socioeconómicos entre países desarrollados y aquellos en desarrollo, así como a la posible falta de resultados epidemiológicos adecuados en ciertas localidades desprotegidas, lo que se traduce como la invisibilidad de ciertas parasitosis y otros problemas de salud.

### Hymenolepiasis en México
El conocimiento que se tiene de la himenolepiasis en México, casi exclusivamente de la causada por H. nana, deriva en gran medida de encuestas coproparasitoscópicas realizadas en municipios prioritarios (localidades centinela), para evaluar el impacto de los programas de tratamiento antiparasitario masivos y de algunos estudios regionales para determinar prevalencias de parasitosis intestinales en zonas marginadas; los trabajos sobre Hymenolepis spp., son escasos. 
Las frecuencias de infección en preescolares y escolares son dispares en los diferentes reportes, entre ellos: 
- 4.9% y 9% en comunidades de San Luis Potosí (Sánchez et al. 2010)
- 22.7% en niños de Ixtlahuaca, Estado de México (Martínez et al. 2010)
- 10% en niños de Coacalco, Estado de México (Díaz et al. 2003)
- 15.4 % y 9.6% en comunidades de indígenas y mestizos en la sierra de Nayarit (Guevara et al. 2003)
- 5.3% en zonas urbanas de Colima (Dávila et al. 2001)
- 1.5% en la región fronteriza de Chiapas (Morales et al. 2003)
- 25% y 23% en niños de 12 comunidades de Sinaloa y Oaxaca (Quihui et al. 2006).